# Rhynchosteres malawiensis
Rhynchosteres malawiensis är en stekelart som beskrevs av Fischer 2007. Rhynchosteres malawiensis ingår i släktet Rhynchosteres och familjen bracksteklar. Inga underarter finns listade i Catalogue of Life.